# Automator
Automator（オートメーター）とは、Appleが開発するワークフロー構築ソフトウェアである。

## 概要
Mac OS X v10.4から搭載されている。FinderやSafari、iCalなどのAutomatorに対応したアプリケーションの様々なスクリプトを組み合わせ、自動処理プログラムを作成することができる。
なお、Mac OS X v10.5に搭載されたバージョンでは、新たにiLifeメディアブラウザが使えるようになったほか、"操作と記録機能"でAutomatorに対応していないアプリケーションのワークフローも保存できるようになるなど、大幅な機能追加が図られた。
最新のMac OS X v10.6に搭載されたバージョンでは、新たにサービスメニューの作成に対応した。
macOS 12からショートカットアプリが搭載され、Automatorの後継アプリとなっている。